# Форсунка

Типова паливна електромеханічна форсунка у вигляді електромагнітного клапана

Форсу́нка (англ. to force — «нагнітати») — пристрій з одним або декількома отворами для розпилення рідини, яка надходить в нього під тиском. Форсунки використовують для подачі рідкого палива у зону горіння. Вони забезпечують рівномірне і повніше згоряння палива в котлах, камерах згоряння теплових двигунів. 
Форсунки використовуються також для розпилення води (наприклад, для зволоження повітря чи ґрунту), отрутохімікатів, фарби, добрив та ін. з метою забезпечення рівномірного розподілу часток рідини по поверхні чи в об'ємі.

## Паливні форсунки
До паливних форсунок відносяться пристрої, що використовуються для підготовки рідкого палива до горіння, яка полягає в доведенні палива до такого стану, в якому воно легко перемішується з повітрям (окислювачем). Для підготовки до горіння паливо подрібнюється шляхом розпилювання або випаровується в результаті нагрівання.
Відповідно до цього виділяють два типи паливних форсунок: розпилювальні та випарні. Останні називаються також пальниками. Підготовлене паливо підводиться в зону горіння, причому конструкція форсунки повинна забезпечувати одночасну подачу палива і повітря у потрібній кількості й пропорціях та їх однорідне перемішування.
Автоматичні паливні форсунки й пальники, які використовуються, наприклад, в системах опалювання і побутових нагрівних агрегатах, регулюються відповідно до команд системи керування. Найбільше застосування паливні форсунки знаходять в теплоенергетиці та промислових технологічних процесах (наприклад, сушіння зерна).

## Форсунки розпилення
Існує декілька типів розпилювальних форсунок: струменеві, вихрові й з обертовим розпилювачем.

### Струменеві форсунки
В типову систему подачі форсунки високого тиску входять повітряний нагнітач, паливна помпа, фільтр і клапан регулювання тиску. Після запуску системи помпа викачує паливо з бака й через фільтр підводить його до клапана регулювання тиску, який відкривається, коли тиск досягає заданого рівня (~0,7 МПа). Внаслідок чого паливо поступає в розпилювач форсунки.
За принципом пневматичного розпилювання фарби працюють фарбувальні агрегати, за допомогою яких можна розпилювати водні та неводні фарбувальні суміші й навіть шпаклівки. У цих агрегатах фарба, котра вилітаючи з сопла фарборозпилювача, що є складовою частиною фарбувального агрегату, розпилюється струменем стисненого повітря.
Фарбувальна суміш під тиском надходить у фарборозпилювач і через внутрішній канал потрапляє в сопло. На виході з: сопла суміш підхоплюється струменем стисненого повітря, що проходить у просторі між стінкою сопла і внутрішньою поверхнею розпилювальної головки, і, вилітаючи, подрібнюється на найдрібніші частинки.

### Вихрові форсунки
Розпилювач форсунки високого тиску має від двох до шести тангенціальних паливних каналів залежно від продуктивності агрегату. Через канали паливо поступає в порожнину розпилювача, закручується і викидається через сопло. Паливо розпилюється, утворюючи туман з дрібних крапельок, і поступає в зону горіння, куди подається і повітря.
Пневматичні форсунки низького тиску за своєю конструкцією аналогічні вищеописаним, а їх принцип роботи певною мірою аналогічний роботі краскопульту. Тиск, при якому рідке паливо поступає в розпилювач, зазвичай не набагато вище за атмосферний.
Вихрова форсунка (форсунка відцентрового типу) зроблена так, що фарбувальна суміш надходить у внутрішню порожнину форсунки через вхідний канал, розміщений по дотичній до її внутрішньої циліндричної поверхні. Всередині форсунки фарба набирає обертального руху й завихрюється. Вилітаючи з вихідного, отвору форсунки, фарба під дією відцентрової сили розпилюється на найдрібніші частинки та утворює конусоподібний факел. У деяких форсунках завихрювання фарби створюється за допомогою спеціального гвинтоподібного сердечника, який є в корпусі форсунки
Для розпилювання фарби у вихрових форсунках повітря не використовується, тому за допомогою цих форсунок можна розпилювати лише водні ґрунтувальні і фарбувальні суміші які менш в'язкі (вапняні, силікатні тощо).

### Форсунки з обертовим розпилювачем
У форсунках з розпилювачем, що обертається закручування потоку з часточками палива здійснюється обертанням корпусу розпилювача. При викиданні палива через радіальні сопла чашкового розпилювача в повітряний потік утворюється кільцевий плоский фронт полум'я.